# Saison 1 de Nick Cutter et les Portes du temps
Chronologie
Saison 2
Cet article présente le guide des épisodes de la première saison de la série télévisée britannique Nick Cutter et les Portes du temps (Primeval).

## Distribution
- Douglas Henshall : Professeur Nick Cutter
- James Murray : Stephen Hart
- Juliet Aubrey : Helen Cutter
- Lucy Brown : Claudia Brown
- Andrew Lee Potts : Connor Temple
- Hannah Spearritt : Abby Maitland
- Mark Wakeling (en) : Capitaine Tom Ryan
- Ben Miller : James Lester

## Épisodes

### Épisode 1:Anomalie
- Royaume-Uni : 10 février 2007 sur ITV1
- France : 29 décembre 2007 sur M6
- Belgique : date inconnue sur BeTV et sur La Deux
- Québec : date inconnue sur Ztélé

- Royaume-Uni : 7,09 millions de téléspectateurs (première diffusion)

### Épisode 2:Au bout du tunnel
- Royaume-Uni : 17 février 2007 sur ITV1
- France : 29 décembre 2007 sur M6

- Royaume-Uni : 6,29 millions de téléspectateurs (première diffusion)

### Épisode 3:La Clef du temps
- Royaume-Uni : 24 février 2007 sur ITV1
- France : 29 décembre 2007 sur M6

- Royaume-Uni : 6,17 millions de téléspectateurs (première diffusion)

### Épisode 4:Épidémie
- Royaume-Uni : 3 mars 2007 sur ITV1
- France : 5 janvier 2008 sur M6

- Royaume-Uni : 5,81 millions de téléspectateurs (première diffusion)

### Épisode 5:O.V.N.I
- Royaume-Uni : 10 mars 2007 sur ITV1
- France : 5 janvier 2008 sur M6

- Royaume-Uni : 6,46 millions de téléspectateurs (première diffusion)

### Épisode 6:L'Ultime traversée
- Royaume-Uni : 17 mars 2007 sur ITV1
- France : 5 janvier 2008 sur M6

- Royaume-Uni : 6,52 millions de téléspectateurs (première diffusion)